# Vincenzo Catena
Vincenzo Catena (né à Venise vers 1470 – mort en 1531) est un peintre italien de la haute Renaissance, actif dans les premières décennies du XVIe siècle, connu aussi sous le nom de Vincenzo de Biagio par une inscription au dos de la Laura de Giorgione.

## Biographie
Vincenzo Catena  a été influencé d'abord par Cima da Conegliano, Giovanni Bellini (1506) et Giorgione (1510) et par Le Titien et Palma il Vecchio sur la fin de sa vie.
Le premier document lui faisant référence est le texte figurant au dos de la Laura de Vienne, où Giorgione, est cité comme cholega de maistro Vincenzo Chatena.
En 1530, il est inscrit à la corporation des peintres, dont il semble être l'un des membres influents. En mars 1531, il se rend à Rome et meurt le 29 septembre de la même année.

## Œuvres
- Vierge et l'Enfant avec saint Jean-Batiste et saint Jéröme 1505  Huile sur panneaux de bois, 55 × 74,5 cm Gallerie dell'Accademia de Venise
- Sainte Famille avec saint Jean Baptiste (v. 1518), Bob Jones University Museum et Gallery, Greenville (Caroline du Sud)
- Retable de sainte Christine (v. 1520), bois, 225 × 150 cm, Église de Santa Maria Materdomini, Venise[3]
- Portrait de  Giangiorgio Trissino (1525-1527), Musée du Louvre, Paris.
- Noli me tangere, Pinacothèque de Brera, Milan.
- Portrait du doge Andrea Gritti, huile sur toile de 97,2 × 79,4 cm, National Gallery, Londres.
- Saint Jérôme lisant, National Gallery, Londres
- Le Christ remettant les clefs à saint Pierre, Museo del Prado, Madrid
- Sainte Famille avec sainte Anne, Musée d'art de San Diego, Californie
- Vierge et l'Enfant avec anges musiciens,
- Portrait de gentilhomme,

## Galerie

### Portraits

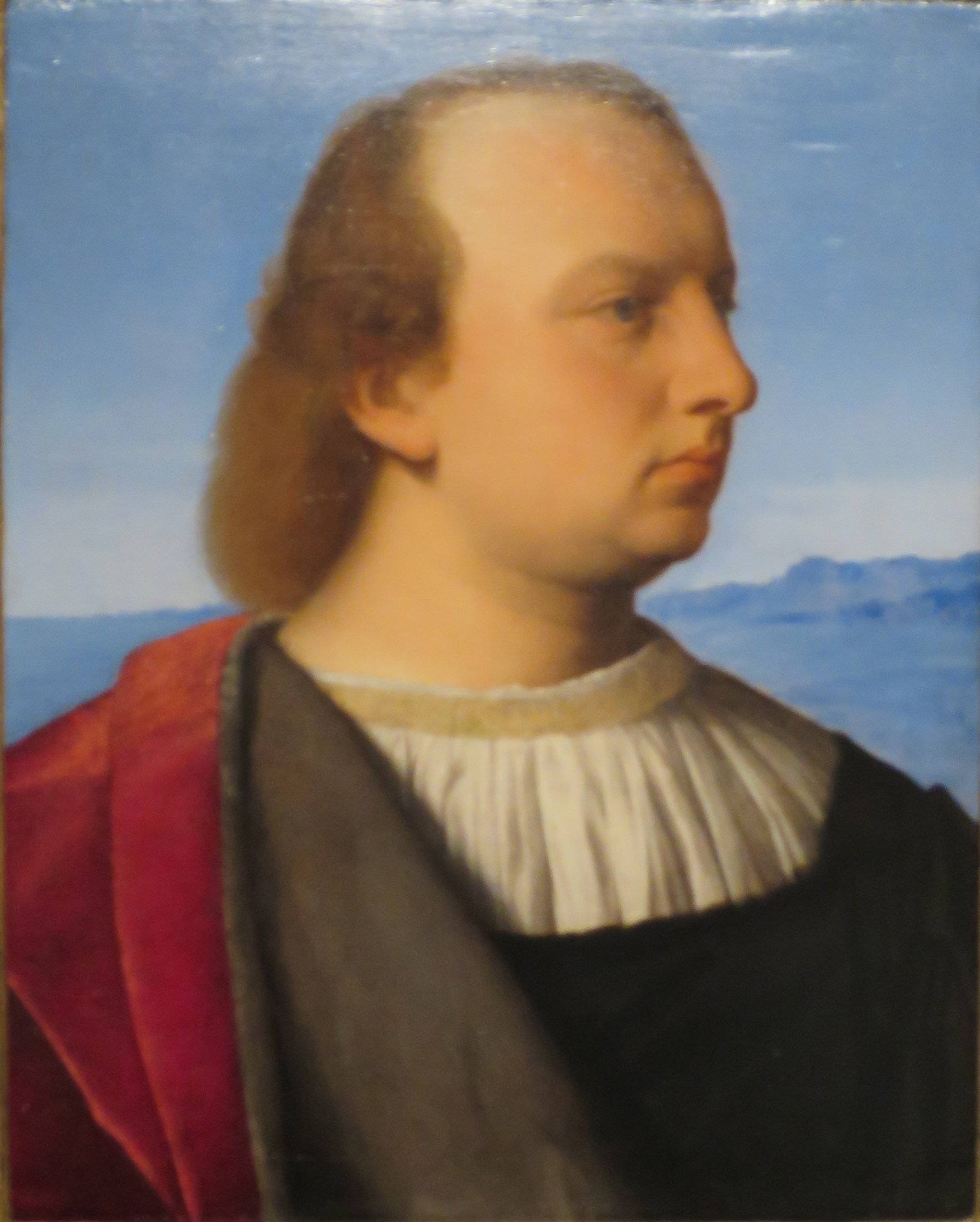
Giambattista Memmo, Lowe Art Museum.
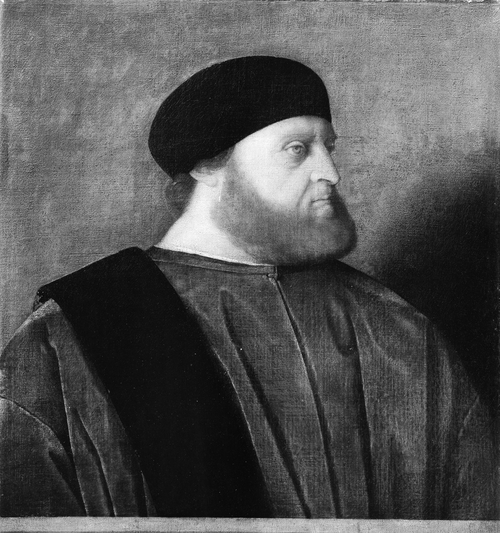
Venetian Senator, Metropolitan.
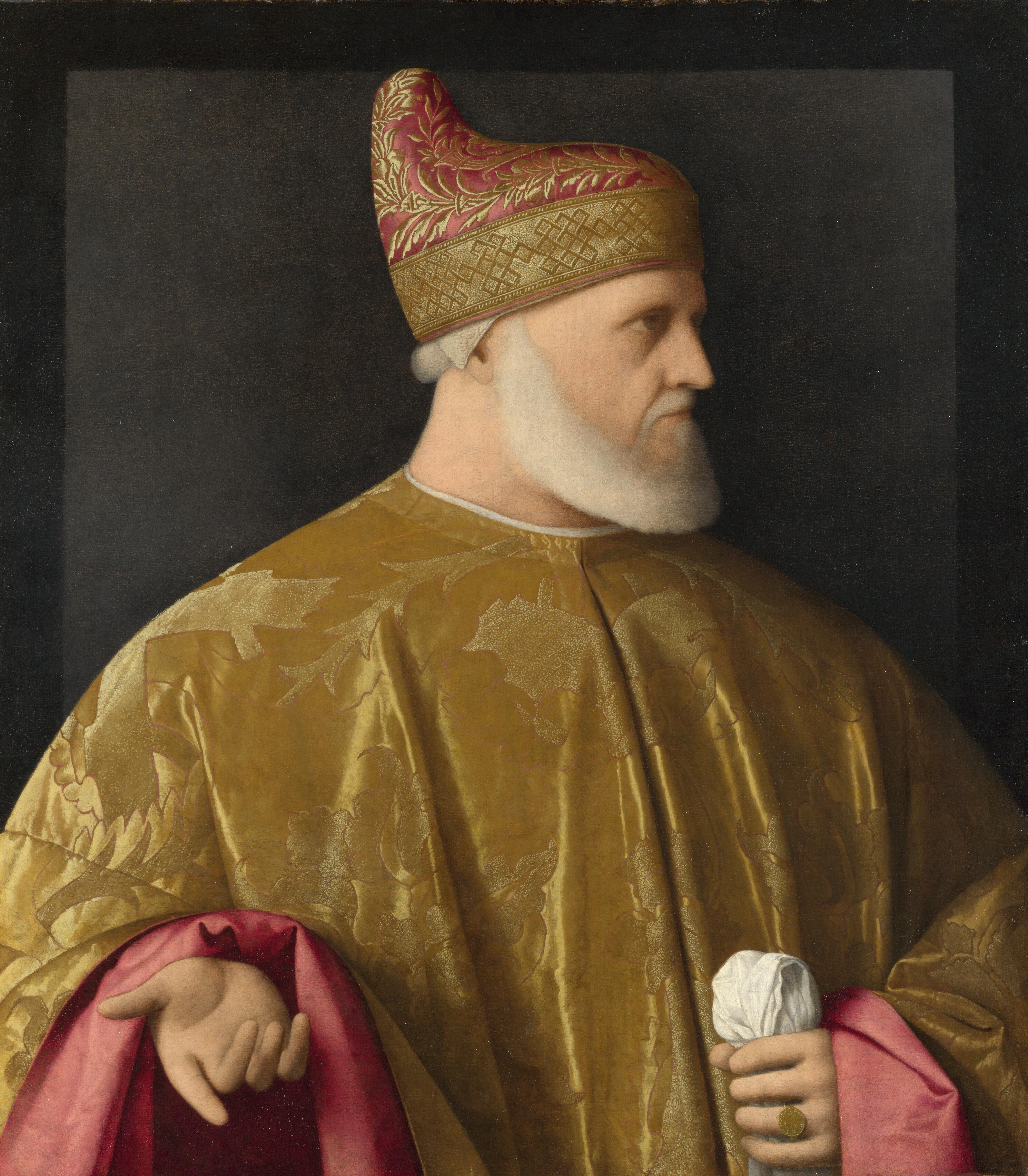
Doge Andrea Gritti (?), National Gallery.
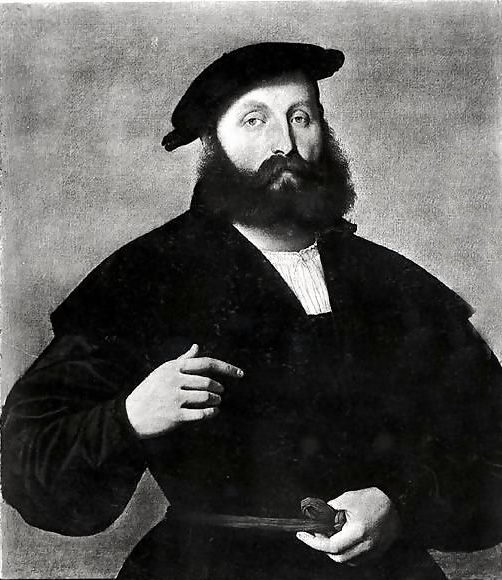
Raimund Fugger, c. 1515, Berlin.
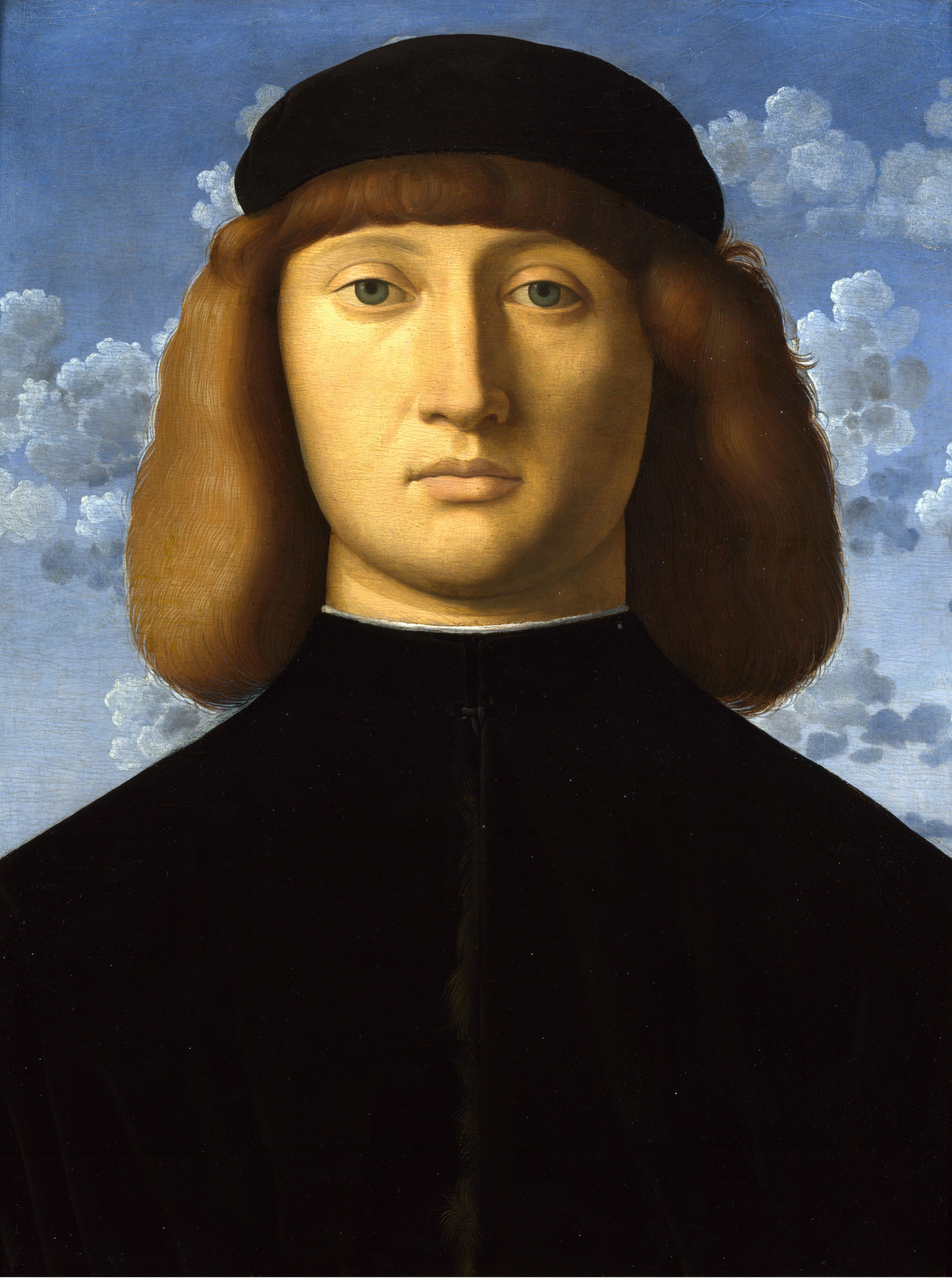
Young Man, Norton Simon Museum, Pasadena, Californie.
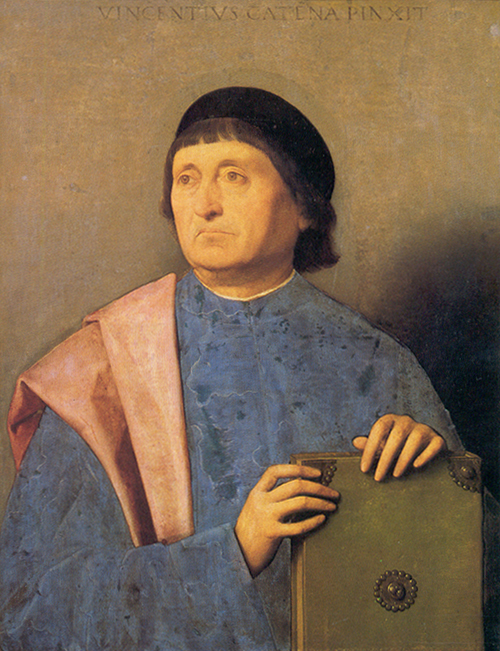
Man with a book, KHM.
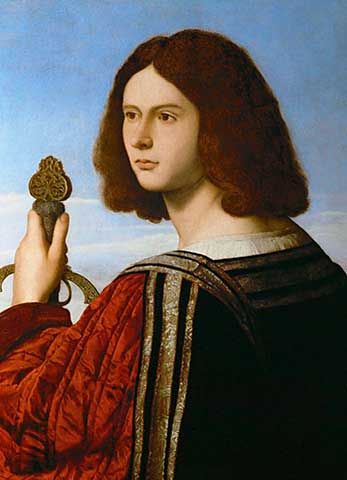
Francesco Maria della Rovere.
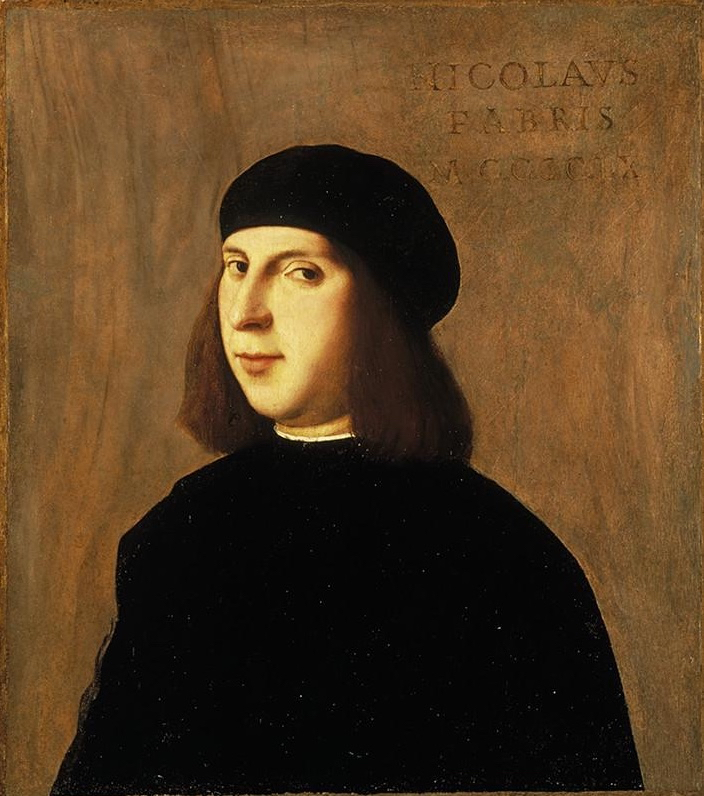
Niccolo Fabri, Columbia Museum of Art.
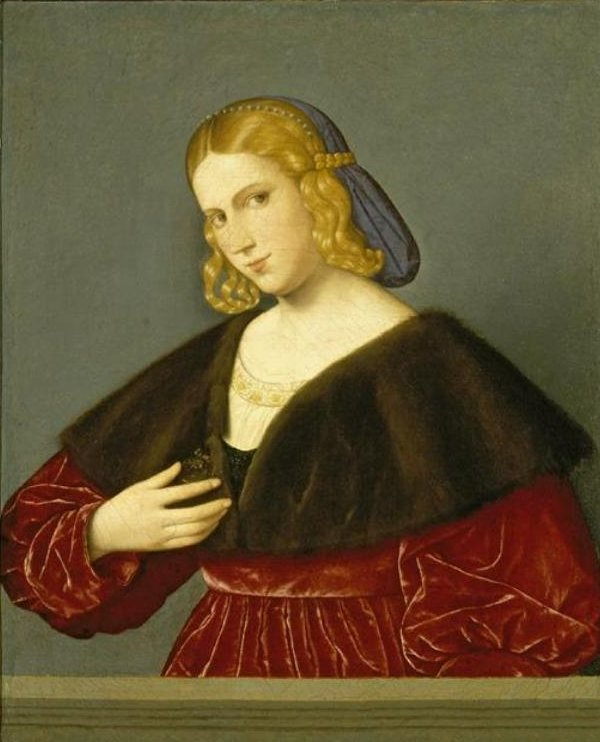
A woman, c. 1520, El Paso Museum of Art.

### Œuvres d'inspiration religieuse

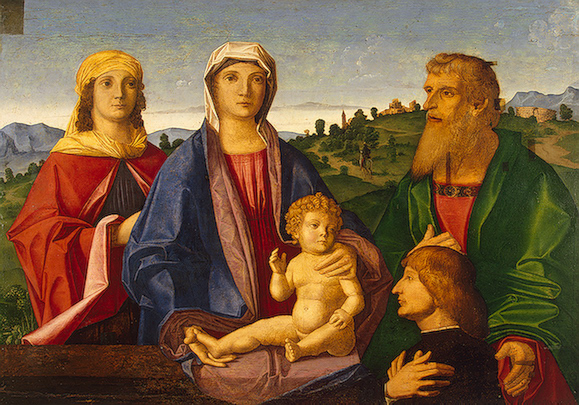
With saints and donor, 1504, Hermitage.
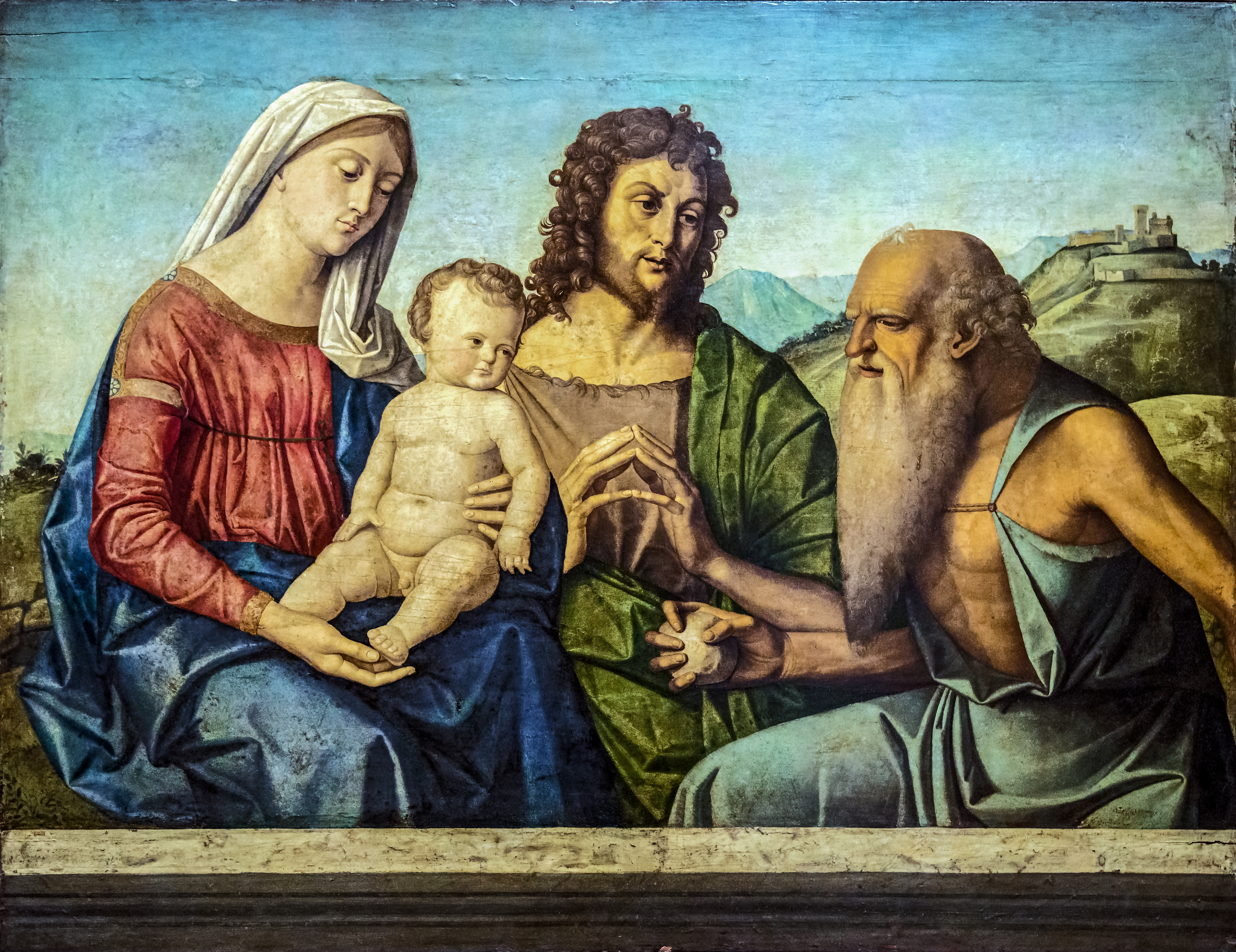
Vierge et l'Enfant avec saint Jean-Batiste 1505  Gallerie dell'Accademia de Venise.
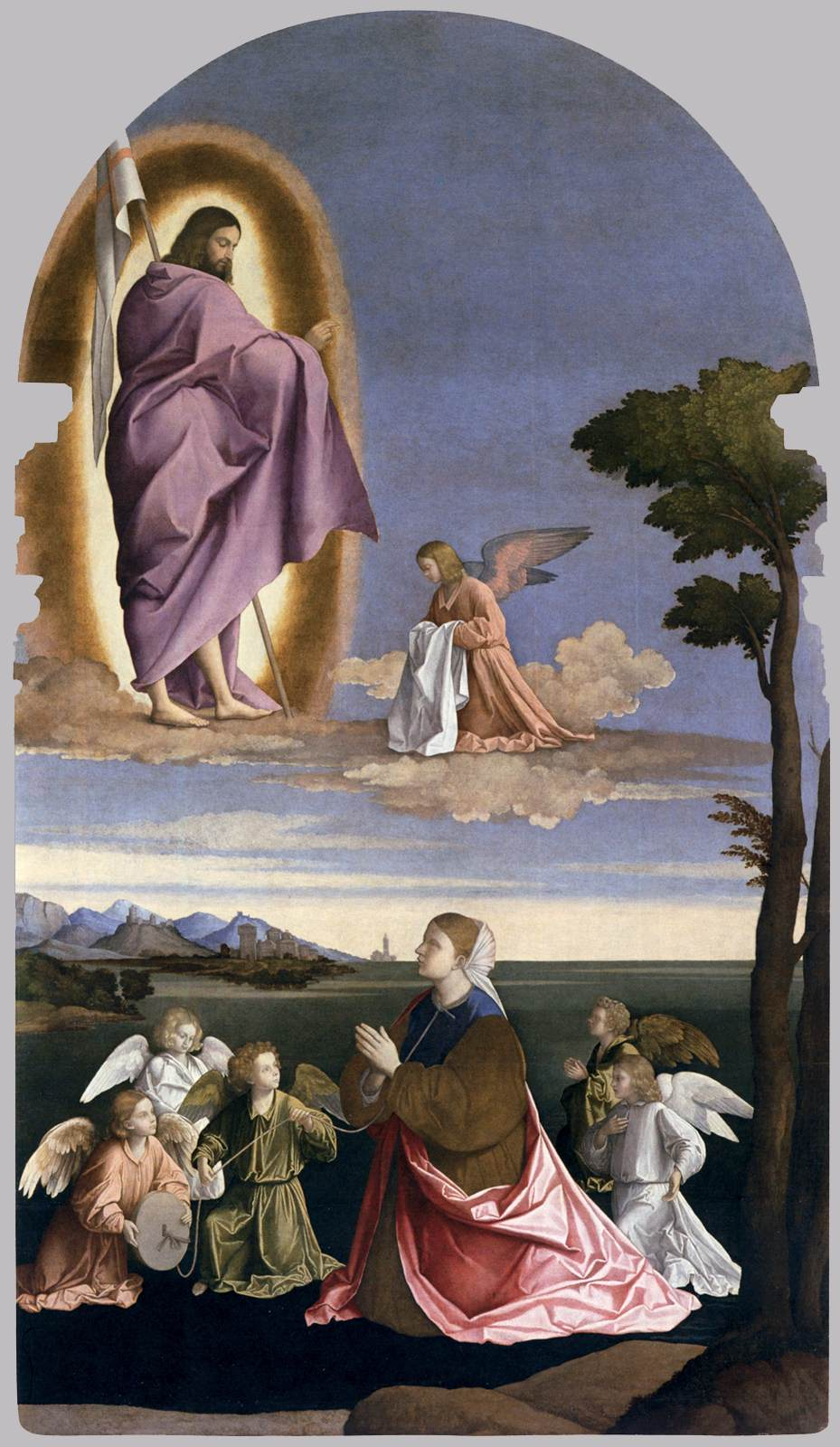
Santa Cristina Altarpiece, Santa Maria Materdomini, Venise.
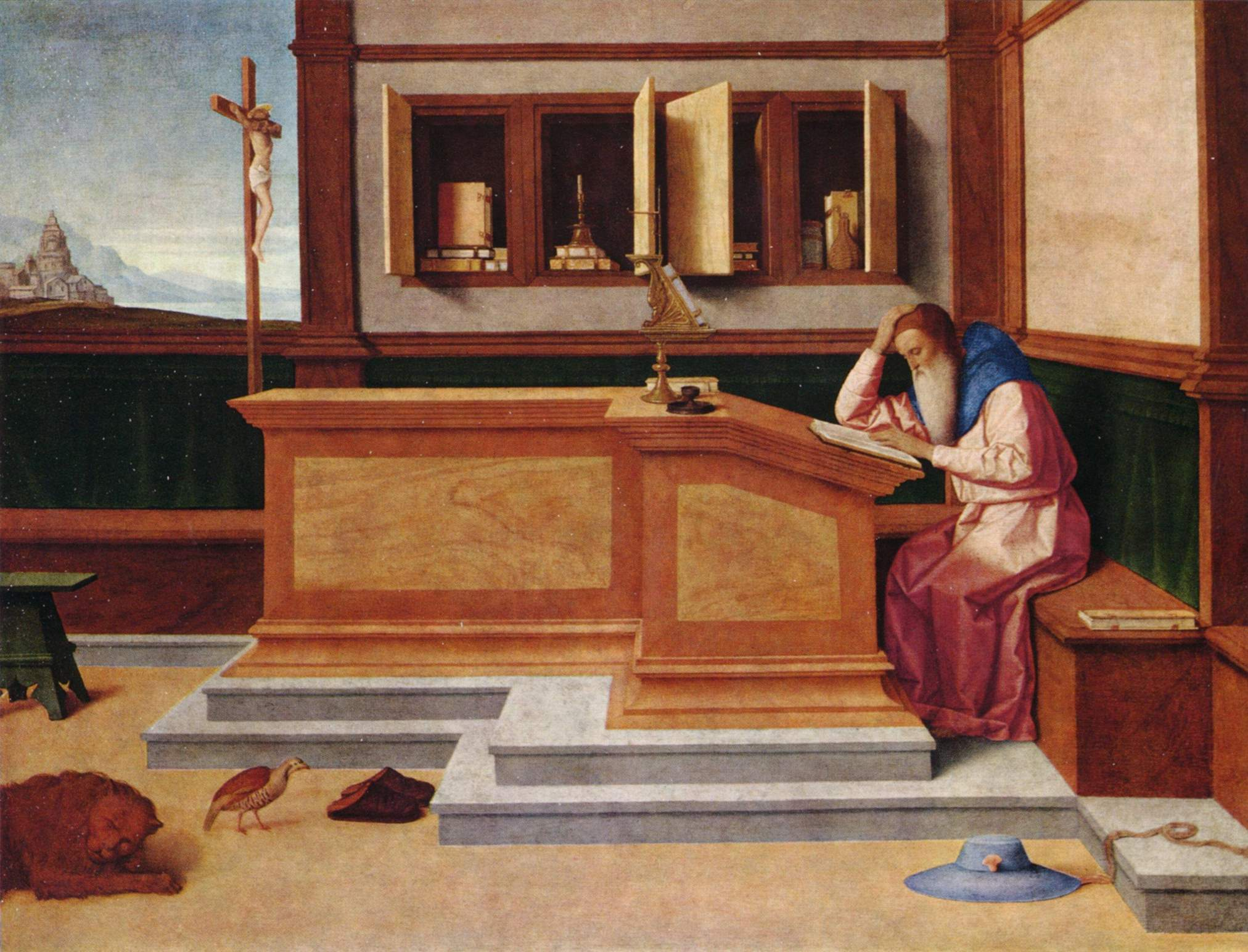
Saint Jerome, National Gallery.
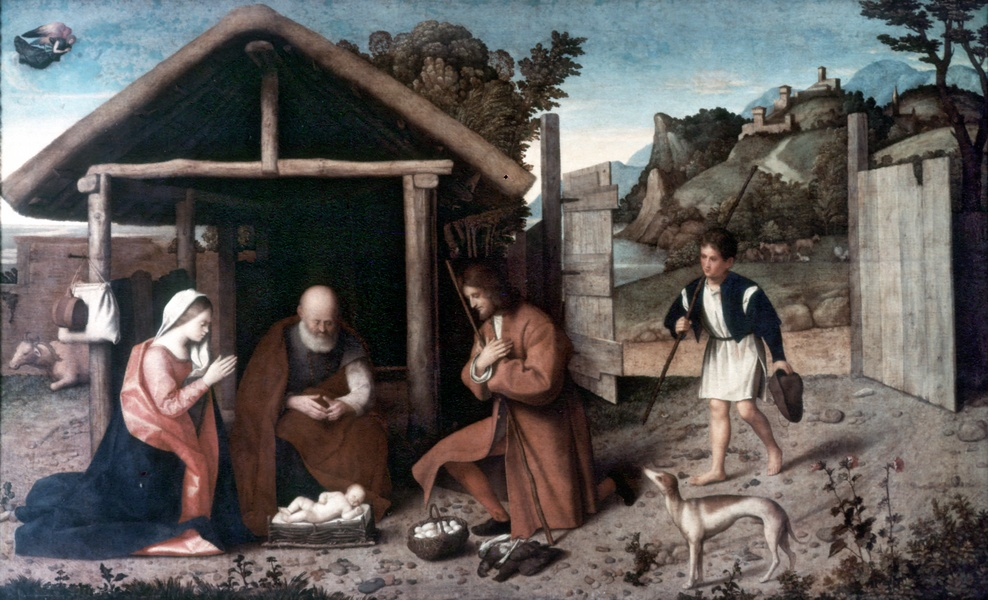
L"Adoration des bergers, après 1520 Metropolitan Museum of Art.
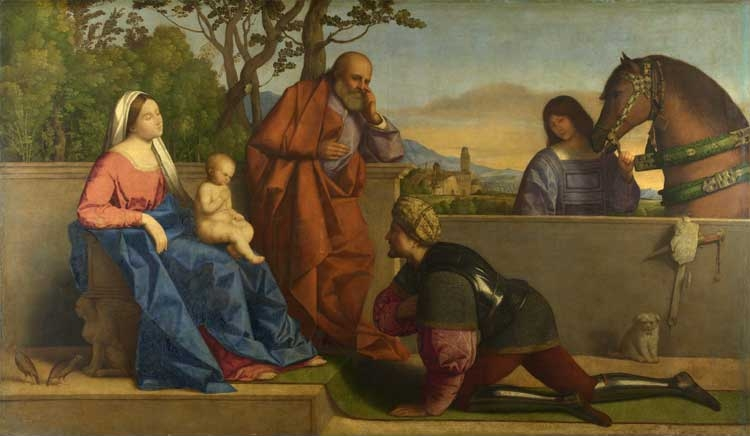
Warrior Adoring the Madonna and Child, ca. 1520, London, NG.
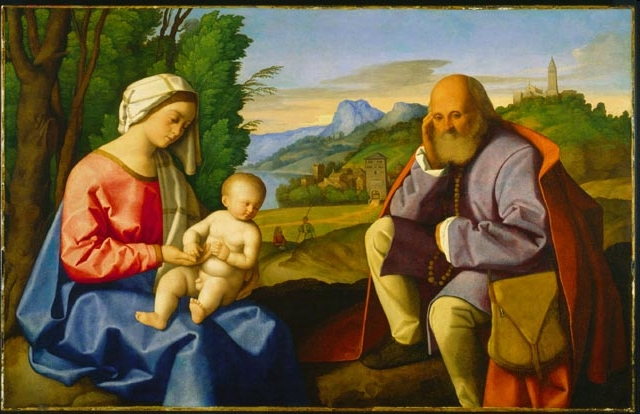
The Rest on the Flight into Egypt, c. 1525 National Gallery of Canada.
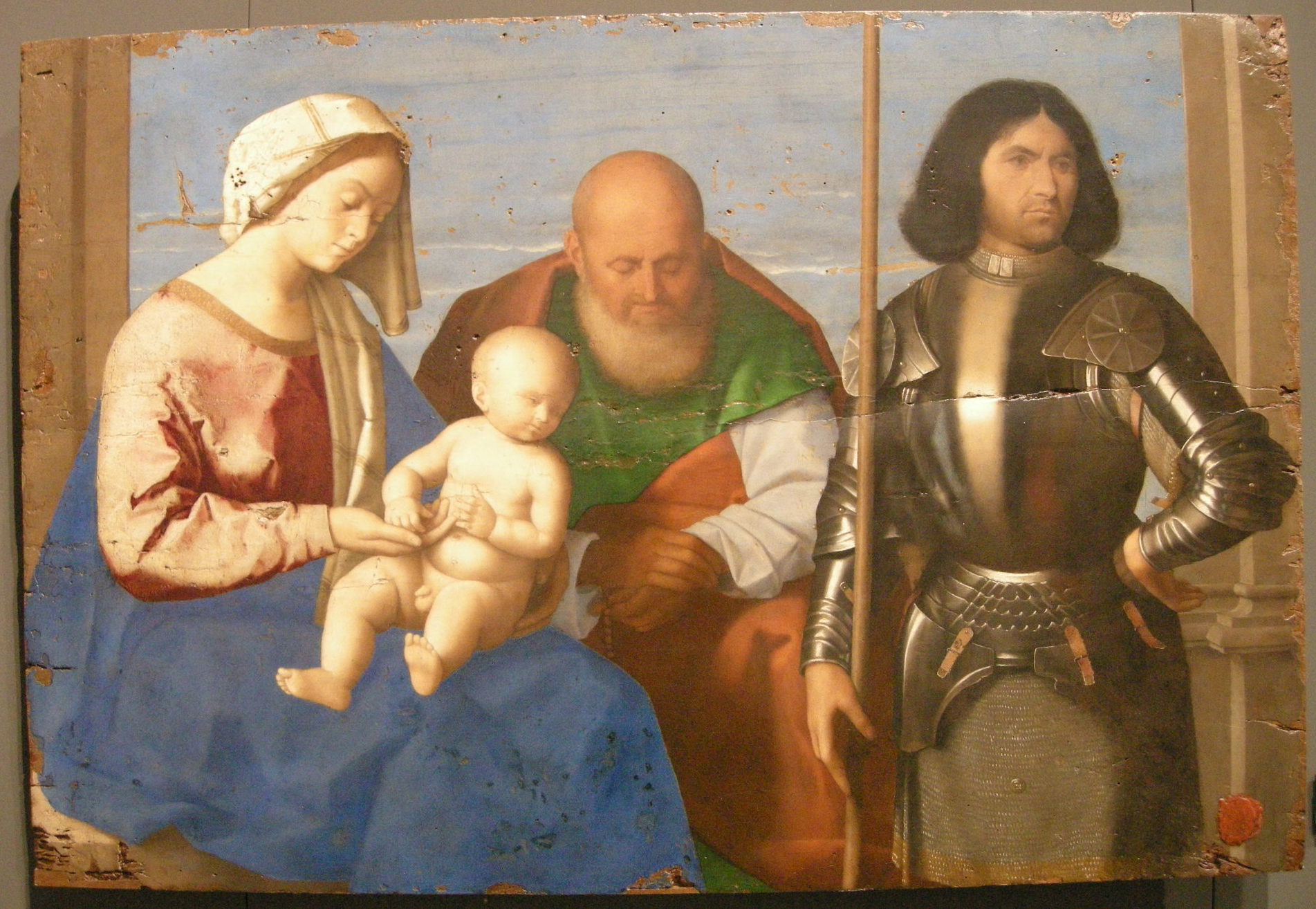
Holy Family with Saint George, Museo regionale di Messina.
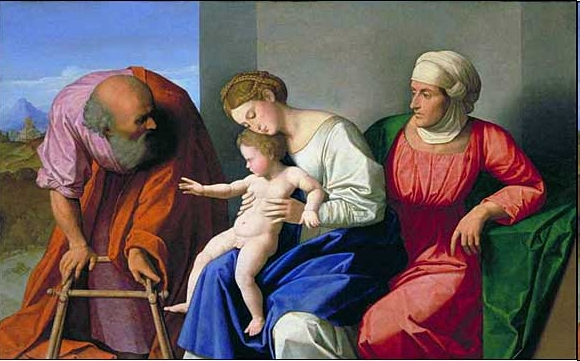
With St Anne.
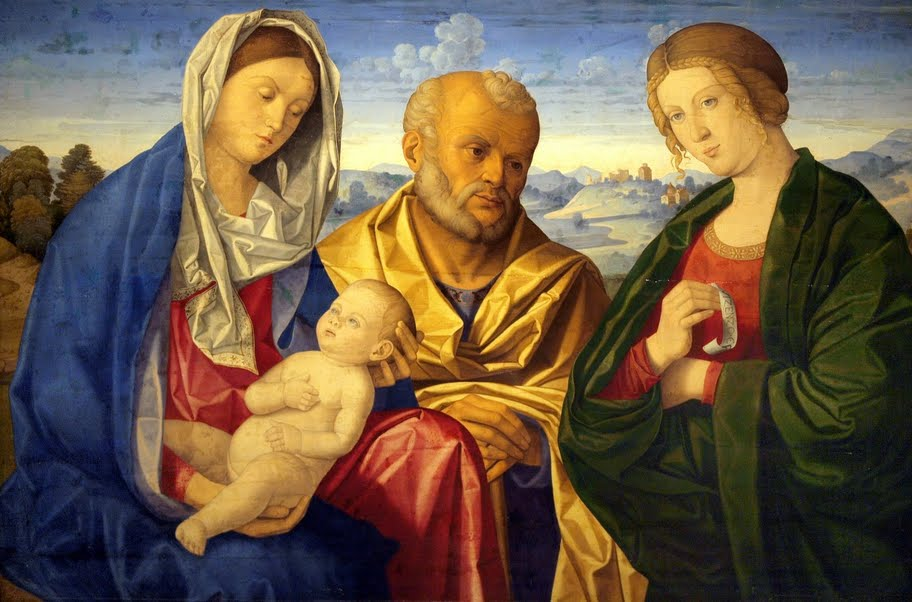
With female saint, Budapest.
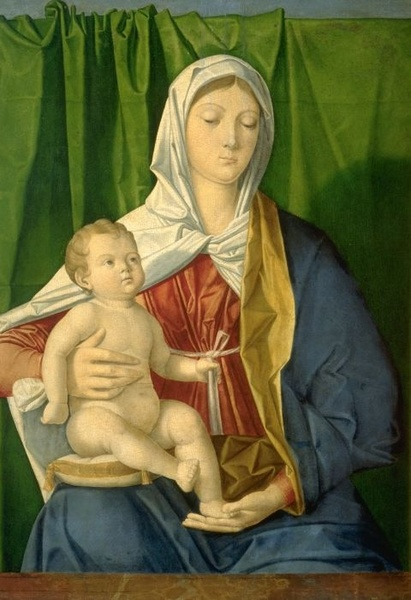
Madonna, Berlin.
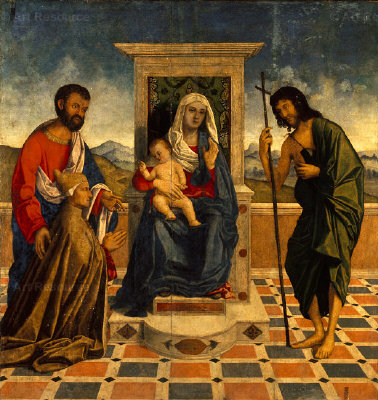
Madonna with saints and doge Loredan.
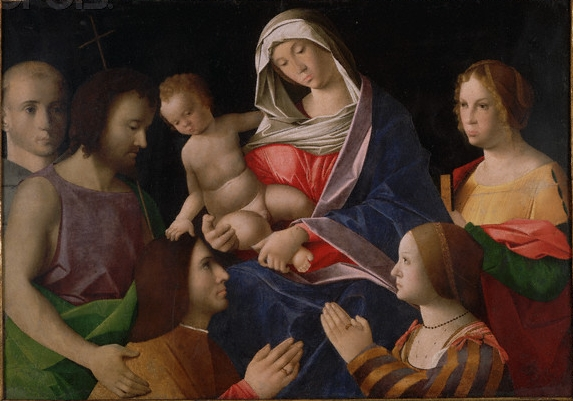
With Saints and Donors, Galleria e Museo Estense Modena.
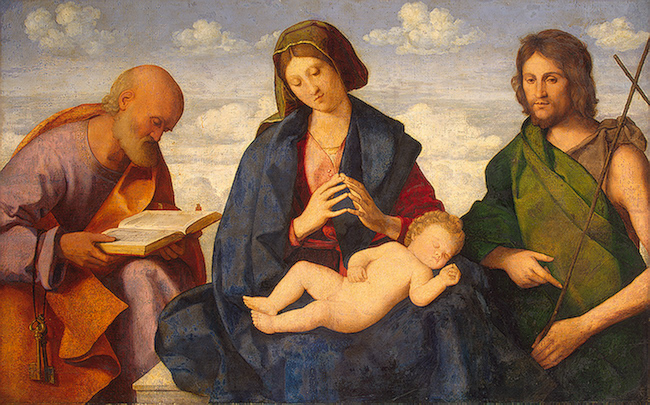
With St John the Baptist and St Peter, c. 1512, Hermitage.
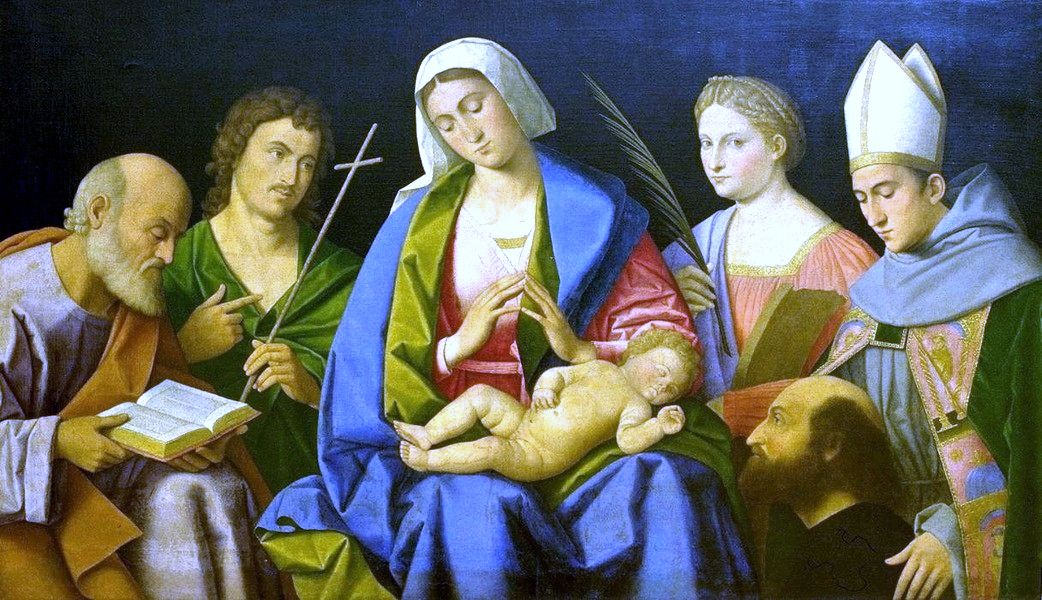
With St Joseph, John the Baptist, Catherine of Alexandria, Louis of Toulose and writer Lodovico Ariosto.
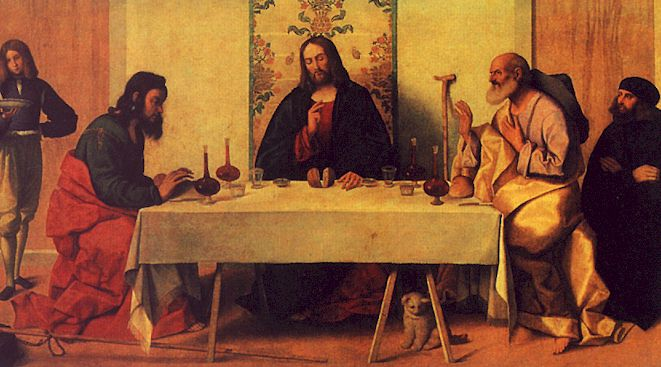
Supper at Emmaus.
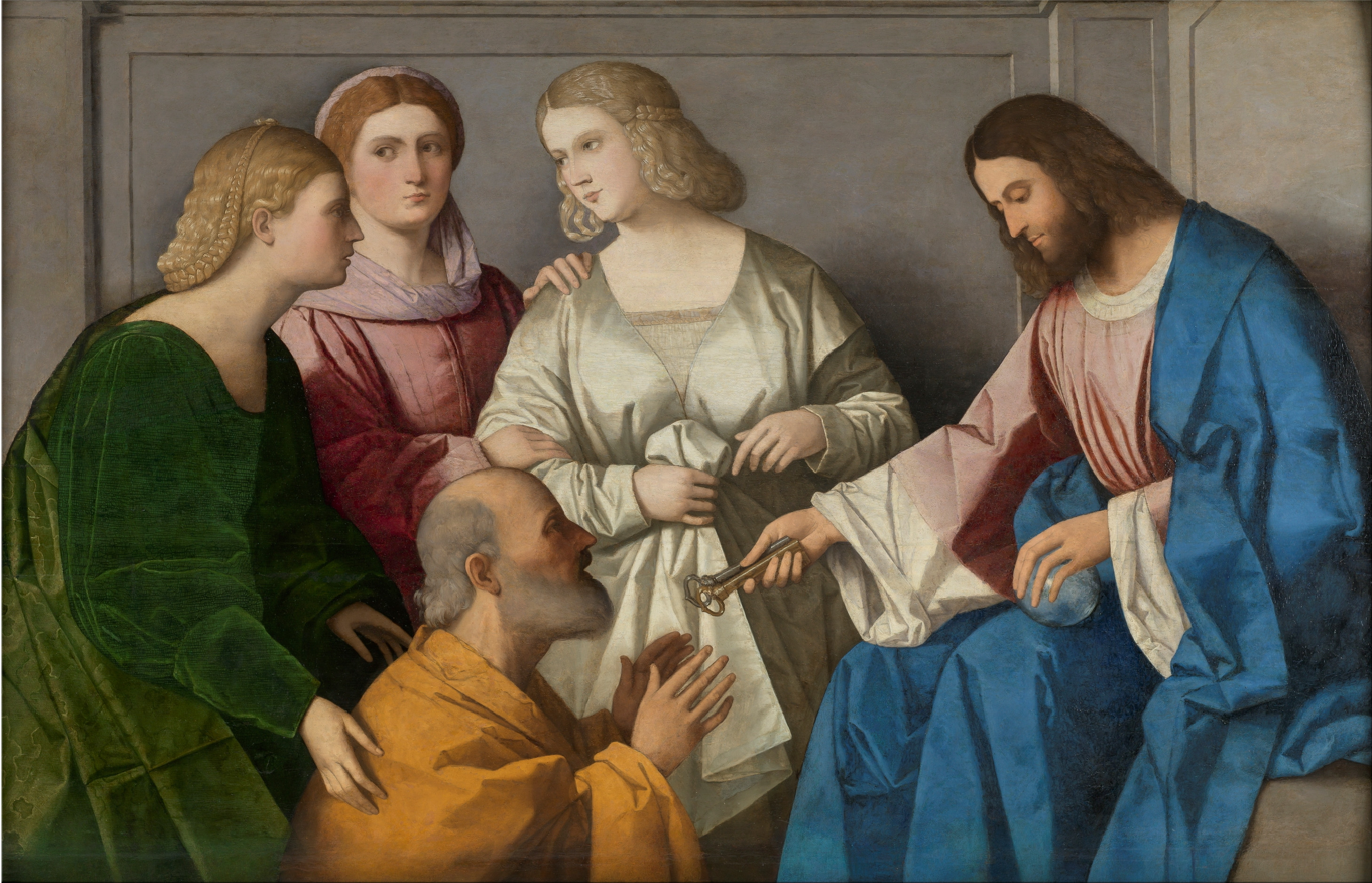
Jesus Gives the Keys to Peter.
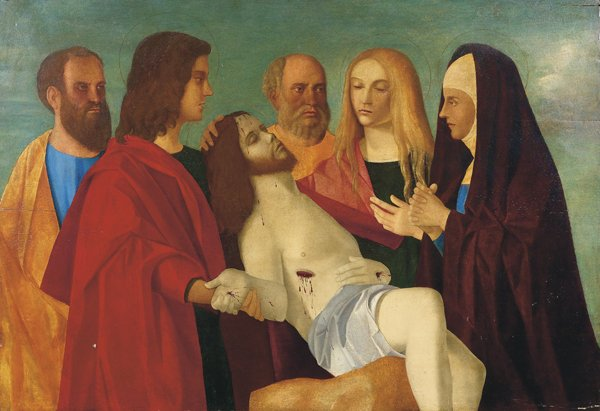
Disposition from the cross.
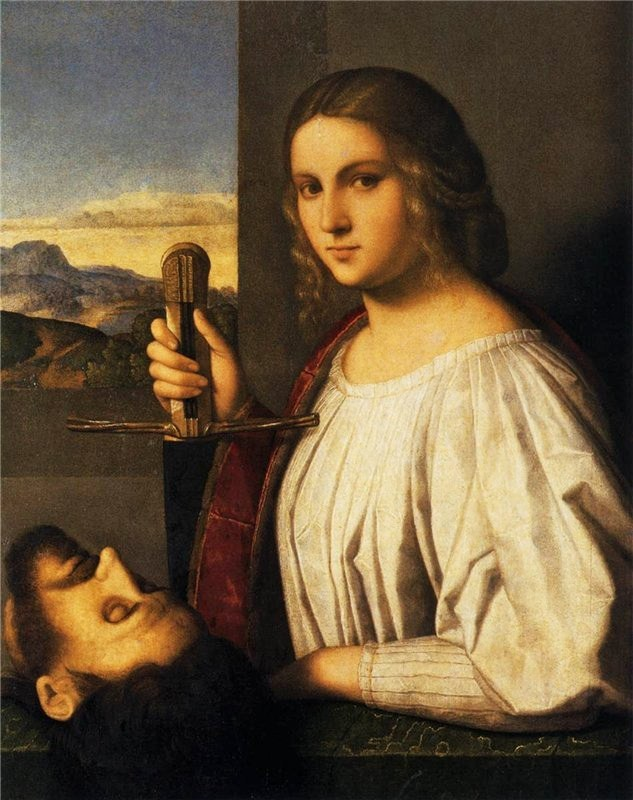
Judith.